# 日本学術会議会長
日本学術会議会長（にほんがくじゅつかいぎかいちょう、英語: President of the Science Council of Japan）は、日本学術会議の長で、特別職国家公務員である。

## 概要

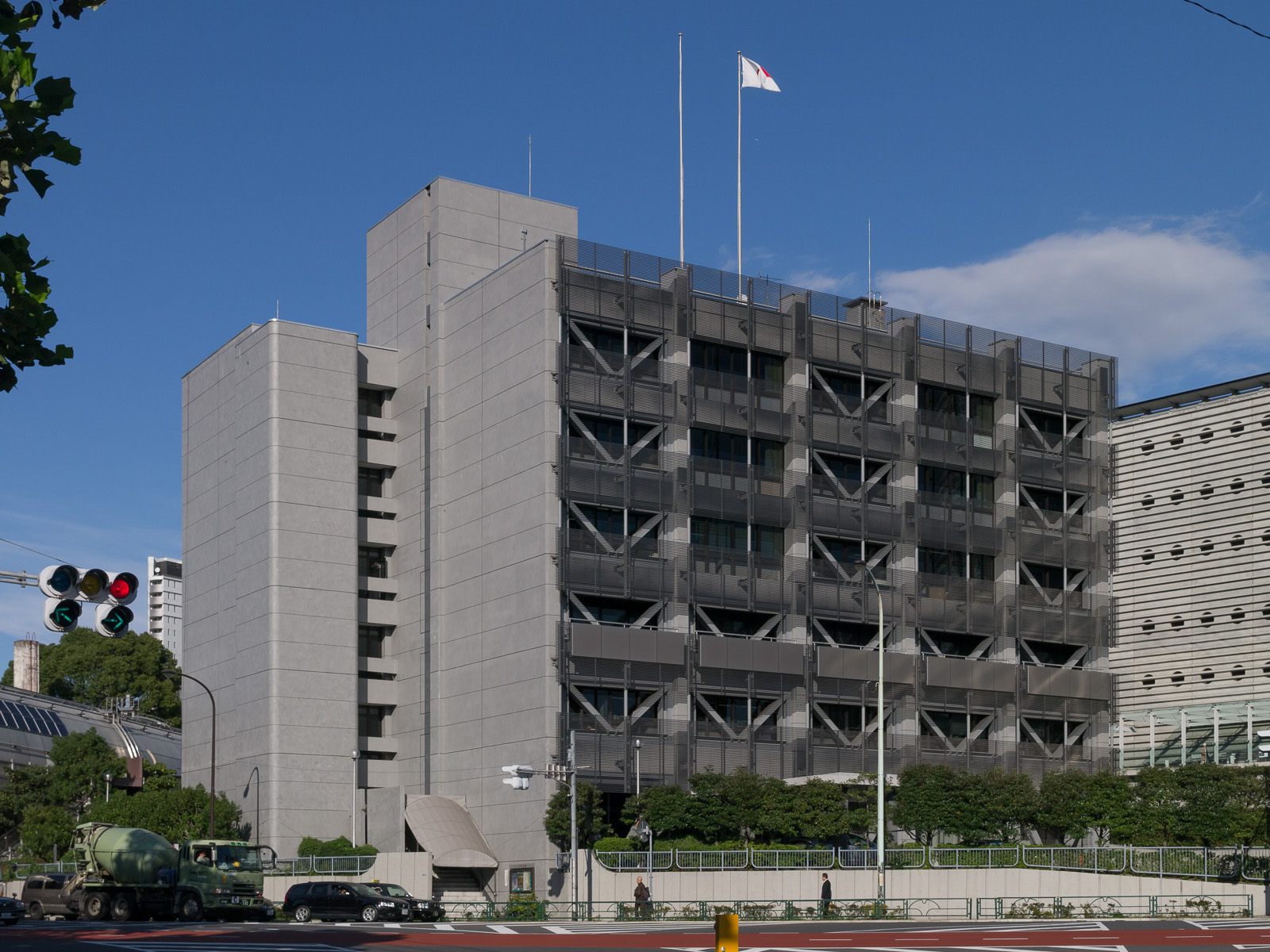
日本学術会議庁舎

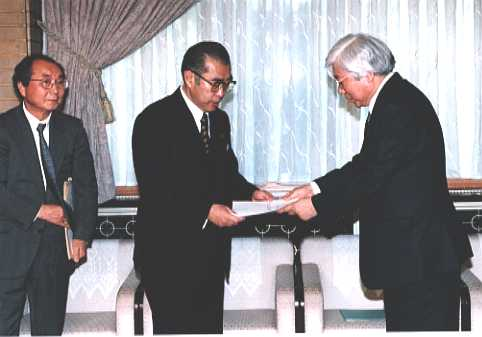
内閣総理大臣小渕恵三（中央）に勧告「地球圏‐生物圏国際協同研究計画（IGBP）の促進について」を手渡す日本学術会議会長吉川弘之（右）（1999年4月12日、総理大臣官邸にて）

内閣府の特別の機関である日本学術会議を代表する職である。日本学術会議は、日本の科学者の代表機関であり、科学の向上発達、行政・産業・国民生活への科学の反映浸透を図っている。具体的には、科学に関する重要事項の審議や研究の連絡、政府の諮問への答申、政府に対する勧告などを行っている。日本学術会議会長は、日本学術会議のこれらの会務を総理するとともに、日本学術会議を代表する。
日本学術会議は210名の会員で構成されており、その最高議決機関である総会は日本学術会議会長により招集される。総会は通常なら年2回招集されるが、必要に応じて日本学術会議会長が臨時に召集することもできる。日本学術会議の副会長は、総会の同意を得たうえで日本学術会議会長によって指名される。また、日本学術会議の連携会員は、日本学術会議会長によって任命される。なお、日本学術会議会長は、不適当な行為を行った連携会員を退職させることもできる。日本学術会議の事務局の局長ら職員については内閣総理大臣が任免を行うが、その際は日本学術会議会長の申出を考慮することになっている。
日本学術会議会長は、日本学術会議の会員の互選により選出される。任期は3年だが、再選は妨げない。ただし、補欠の会長の場合、任期は前任者の残任期間となる。なお、日本学術会議会員の定年は70歳のため、日本学術会議会長も70歳に達した場合は退任する。日本学術会議会長に事故があるときは、日本学術会議会長の指名に基づき、日本学術会議副会長のいずれか一名が職務を代理することになっている。

## 名称
英語での表記は「President of the Science Council of Japan」とされている。

## 歴代会長
| 1  |            | 亀山直人   | 化学      | 1949年1月  | 1951年1月 | 第1期     |  |
| 2  | 1951年1月  | 亀山直人   | 化学      | 1954年1月  | 第2期     | 再任      |  |
| 3  |            | 茅誠司     | 物理学    | 1954年1月  | 1957年1月 | 第3期     |  |
| 4  | 1957年1月  | 茅誠司     | 物理学    | 1958年4月  | 第4期     | 再任      |  |
| 5  |            | 兼重寛九郎 |           | 1958年4月  | 第4期     | 1960年1月 |  |
| 6  |            | 和達清夫   | 物理学    | 1960年1月  | 1963年1月 | 第5期     |  |
| 7  |            | 朝永振一郎 | 物理学    | 1963年1月  | 1966年1月 | 第6期     |  |
| 8  | 1966年1月  | 朝永振一郎 | 物理学    | 1969年1月  | 第7期     | 再任      |  |
| 9  |            | 江上不二夫 | 化学      | 1969年1月  | 1972年1月 | 第8期     |  |
| 10 |            | 越智勇一   |           | 1972年1月  | 1975年1月 | 第9期     |  |
| 11 |            | 越智勇一   | 1975年1月 | 1978年1月  | 第10期    | 再任      |  |
| 12 |            | 伏見康治   | 物理学    | 1978年1月  | 1981年1月 | 第11期    |  |
| 13 | 1981年1月  | 伏見康治   | 物理学    | 1982年10月 | 第12期    | 再任      |  |
| 14 |            | 久保亮五   | 物理学    | 1982年10月 | 第12期    | 1983年5月 |  |
| 15 |            | 塚田裕三   |           | 1983年5月  | 第12期    | 1985年7月 |  |
| 16 |            | 近藤次郎   | 航空工学  | 1985年7月  | 1988年7月 | 第13期    |  |
| 17 | 1988年7月  | 近藤次郎   | 航空工学  | 1991年7月  | 第14期    | 再任      |  |
| 18 | 1991年7月  | 近藤次郎   | 航空工学  | 1994年7月  | 第15期    | 再任      |  |
| 19 |            | 伊藤正男   | 生理学    | 1994年7月  | 1997年7月 | 第16期    |  |
| 20 |            | 吉川弘之   | 工学      | 1997年7月  | 2000年7月 | 第17期    |  |
| 21 | 2000年7月  | 吉川弘之   | 工学      | 2003年7月  | 第18期    | 再任      |  |
| 22 |            | 黒川清     | 医学      | 2003年7月  | 2005年9月 | 第19期    |  |
| 23 | 2005年10月 | 黒川清     | 医学      | 2006年9月  | 第20期    | 再任      |  |
| 24 |            | 金澤一郎   | 医学      | 2006年10月 | 第20期    | 2008年9月 |  |
| 25 | 2008年10月 | 金澤一郎   | 医学      | 2011年6月  | 第21期    | 再任      |  |
| 26 |            | 広渡清吾   | 法学      | 2011年7月  | 第21期    | 2011年9月 |  |
| 27 |            | 大西隆     | 工学      | 2011年10月 | 2014年9月 | 第22期    |  |
| 28 | 2014年10月 | 大西隆     | 工学      | 2017年9月  | 第23期    | 再任      |  |
| 29 |            | 山極壽一   | 人類学    | 2017年10月 | 2020年9月 | 第24期    |  |
| 30 |            | 梶田隆章   | 物理学    | 2020年10月 | 2023年9月 | 第25期    |  |
| 31 |            | 光石衛     | 工学      | 2023年10月 | （現職）  | 第26期    |  |